# Parectopa pselaphotis
Parectopa pselaphotis là một loài bướm đêm thuộc họ Gracillariidae. Nó được tìm thấy ở Ecuador.